# Déma
Déma är en ort i Burkina Faso.   Den ligger i regionen Boucle du Mouhoun, i den västra delen av landet, 300 km väster om huvudstaden Ouagadougou. Déma ligger 448 meter över havet och antalet invånare är 1 535.
Terrängen runt Déma är platt. Runt Déma är det ganska glesbefolkat, med 24 invånare per kvadratkilometer.. Déma är det största samhället i trakten.
Omgivningarna runt Déma är en mosaik av jordbruksmark och naturlig växtlighet.